# LA's FINEST/ロサンゼルス捜査官
『LA's FINEST/ロサンゼルス捜査官』（L.A.'s Finest）は、ブランドン・マーゴリスとブランドン・ソニエが創作し、ソニー・ピクチャーズ テレビジョンが製作したアメリカ合衆国のアクション・コメディ刑事ドラマのテレビシリーズ。本作はジョージ・ギャロが創作した『バッドボーイズ』シリーズの派生作品である。このシリーズは2019年5月13日にSpectrumで公開された。『LA's FINEST/ロサンゼルス捜査官』はSpectrumにとっての初めてのプレミアムコンテンツであり、独占番組を扱う「Spectrum Originals」の初めての作品となった。第2シーズンは2020年9月9日に公開された。第1シーズンは2020年9月21日にアメリカのテレビ局FOXから放映された。2020年10月に、第2シーズンのあとでSpectrumがシリーズを打ち切った。

## 登場人物・キャスト

### メイン
- シドニー・バーネット（シド）
  - 演：ガブリエル・ユニオン[3](本田貴子)
  - 特別捜査官/警部補、LAPD強盗殺人課に転職した元DEA捜査官で、ナンシー・マッケンナの新しいパートナー。映画『バッドボーイズ』のマーカス・バーネットの妹。
- ナンシー・マッケンナ
  - 演：ジェシカ・アルバ[3](坂本真綾)
  - 刑事で働くまま母だが、実は独身のナンシー・ペレス時代には元常習的犯罪者だった。LAPDでのシドの新しいパートナー。LAPD勤務以前はアメリカ海軍で爆発物処理技術者として奉仕し、海軍十字章およびパープルハート章を受けている（第2シーズン）
- ベン・ベインズ
  - 演：デュエイン・マーティン（英語版）[3](坂詰貴之)
  - 同僚の刑事で「ザ・ベンズ」の片割れ
- ベン・ウォーカー
  - 演：ザック・ギルフォード[3](加瀬康之)
  - 同僚の刑事で「ザ・ベンズ」の片割れ
- パトリック・マッケンナ
  - 演：ライアン・マクパートリン[3](玉木雅士)
  - ナンシーの夫で、後に暫定地方検事に指名されることになるロサンゼルス地方検事補
- イザベル・マッケンナ（イジー）
  - 演：ソフィー・レイノルズ（英語版）[3](岡純子)
  - ナンシーのまま娘でパトリックの娘
- ジョゼフ・ボーン
  - 演：アーニー・ハドソン[4](手塚秀彰)
  - マーカスとシドの疎遠な父親で元LAPD警官

### リカーリング
- フレッチャー
  - 演：ジョン・サリー
  - シドがマイアミ時代から知っているコンピューターハッカー
- ダンテ・シャーマン
  - 演：バリー・スローン（英語版）（第1シーズン）
  - クラブオーナーでギャングでもあるレイ・シャーマンの弟で、ナンシー・マッケンナの犯罪者時代からの知り合い
- ジェン
  - 演：サビーナ・ガデッキ（英語版）
  - シドが愛着を持っているセックスワーカー
- ジョン・キャロウェイ警部補
  - 演：デヴィッド・フメーロ（英語版）
  - LAPD麻薬課警部補でシドの仲間
- アーロ・ベイツ
  - 演：ジョーダン・ロドリゲス（英語版）（第1シーズン）
  - 犯罪組織のボスであるガブリエル・ノックスの手下で、シドが横取りしたフェンタニルを探す使命を与えられている
- ニコ・ペレス
  - 演：ジョシュ・アルバ
  - ナンシー・マッケンナの弟
- レッティ・ラミレス
  - 演：キラ・ウィルソン
  - イジーの友人
- カーリン・ハート
  - 演：レベッカ・バディグ（英語版）（第1シーズン）
  - ガブリエル・ノックスのために秘密裏に働き、アーロに不足している薬を見つけるよう圧力をかける雇われ「フィクサー」。郊外の母親でもあり、おそらくロサンゼルス最大の麻薬王でもある
- キャサリーン・ボーン・ミラー
  - 演：タマラ・ジョーンズ（第1シーズン）
  - シドとの驚くべき繋がりからアーロに狙われる宝石店店員
- ウォーレン・ヘンドリックス
  - 演：ラズ・アロンソ(平林剛)（第1シーズン）
  - シドのDEAでの同僚で元恋人
- ジャスティス・ベインズ
  - 演：カーティス・ハリス（第1シーズン）
  - ベン・ベイズの息子でイジーの友人
- ビショップ・デュヴァル
  - 演：ジェイク・ビジー（第1シーズン）
  - 犯罪王
- ネイサン・ベイカー
  - 演：アダム・ローズ
- リッキー・レオン
  - 演：ミゲル・ゴメス（英語版）
- エマ・ミッチェル
  - 演：テイラー・ブラック（英語版）
- クリート・ウィンスロー
  - 演：カート・イエーガー（英語版）
- マルコム・ウォード
  - 演：ボー・ナップ
- ルカ・ヴェローン
  - 演：D・J・コトローナ
- ローガン・クライン
  - 演：ティモシー・V・マーフィー
- フェイス・ベインズ
  - 演：ケリー・ローランド
  - ベン・ベインズの妻

### 注目すべきゲストスター
- レイ・シャーマン
  - 演：ザック・マッゴーワン（英語版）
  - ダンテの兄でナイトクラブのオーナーだが、犯罪にも関わっている（”Pilot”、”Con Air"）
- アリス・ケンスラー
  - 演：レベッカ・フィールド
  - 飲酒運転でイジーの母親を殺した教師（"Armageddon"、"Bad Girls"）
- マイケル・アルバー
  - 演：エディ・ケイヒル
  - DEAの特別作戦指揮官（"Armageddon"、"Bad Girls"）
- グロリア・ウォーカー
  - 演：シャロン・ローレンス（英語版）（"Beverly Hills Cops"、"Bad Company"）
- マーショーン・デイヴィス警部補
  - 演：オーランド・ジョーンズ（"Coyote Ugly"、"Drum line","Deliver Us from Evil"、"For Life"）
- アンジェラ・ターナー
  - 演：ケリー・ヒュー
- デジレ・ロバーツ
  - 演：ヘイリー・エリン（英語版）（"Beverly Hills Cops"）

## エピソード
| シーズン | シーズン | 話数 | 話数 | 発売期間      | 発売期間      |
| シーズン | シーズン | 話数 | 話数 | 初回発売      | 最終回発売    |
| -------- | -------- | ---- | ---- | ------------- | ------------- |
|          | 1        | 13   | 13   | 2019年5月13日 | 2019年6月17日 |
|          | 2        | 13   | 13   | 2020年9月9日  | 2020年9月9日  |

### 第1シーズン（2019年）
| 通算 話数 | シーズン 話数 | タイトル                 | 監督                     | 脚本                                       | 公開日        |
| --- | ------------- | ------------------------ | ------------------------ | ------------------------------------------ | ------------- |
| 1 | 1             | "Pilot"                  | アントン・L・クロッパー  | ブランドン・マーゴリス、ブランドン・ソニエ | 2019年5月13日 |
| ロサンゼルス市警のシド・バーネットとナンシー・マッケンナ刑事は、ガザ・カルテルのエンフォーサーのフランク・クルーズが関わった殺人事件の唯一の目撃者である少年、カイル・スミスの護衛の任務につく。クルーズがカイルの誘拐を試みたあとで、シドはマッケンナにカイルを託して、DEAでの潜入操作中にシドを殺そうとしたガブリエル・ノックスについての情報を求めて、疎遠となっていた父親を訪ねる。シドはノックスのビジネスパートナーのレイ・シャーマンに会いに行くが、レイのボディガードに銃を向けているところにマッケンナが介入する。クルーズはカイルを人質にし、ロサンゼルス市警はカイルの母親のクレアがカルテルが利用している銀行の従業員で、カルテルの口座を凍結したことを知る。マッケンナはクレアに変装してクルーズに人質の変換を承諾させるが、クルーズがマッケンナを殺そうとし、警察とクルーズの部下が撃ち合いになる。クルーズは手榴弾のピンを抜いたまま殺される。シドがカイルを救出し、母親と再開させる。その夜、レイのナイトクラブに火が放たれる。レイの弟のダンテがマッケンナに連絡をとり、シドが一線を超えたことを伝える。マッケンナは二度と電話をするなと伝えて電話を切る。 |               |                          |                          |                                            |               |
| 2 | 2             | "Defiance"               | アントン・L・クロッパー  | ジョン・ダヴ、パム・ヴィージー             | 2019年5月13日 |
| シドとマッケンナはソーシャルメディア上で人々を殺す危険な連続殺人犯を追跡する。捜査の途中で、シドの不注意な行動から父親の情報源の一人の死をもたらし、マッケンナとダンテの複雑な過去と向き合わせることになる。 |               |                          |                          |                                            |               |
| 3 | 3             | "Con Air"                | アントニオ・ネグレット   | ブランドン・マーゴリス、ブランドン・ソニエ | 2019年5月13日 |
| シドとマッケンナはお互いの行動の影響に対処しつつ、強盗団と関係があるかもしれないヘリコプターパイロットの殺害事件を調べる。一方、シドが盗んだ麻薬の行方がわからないことから、ノックスの新しいエンフォーサーが現れ、その結果としてレイが殺され、シドのアパートへの侵入者の影響で記憶の一部が回復する。 |               |                          |                          |                                            |               |
| 4 | 4             | "Déjà Vu"                | アントニオ・ネグレット   | アンドレア・ソーントン・ボールデン         | 2019年5月20日 |
| マッケンナはシドが盗んだフェンタニルを自分達の関与を知られずに警察の保護下に置くことに同意する。シドとマッケンナは、ロサンゼルス市警が強制捜査を計画している自動車店に麻薬を仕込むことを目論む。キャロウェイは二人に捜査の指揮を取ることを伝える。マッケンナはシドが忍び込む時間を稼ぐためにガス漏れの通報をする。その後、強制捜査が行われ、フェンタニルが発見される。キャｒウェイはマッケンナと対峙し、シドの関与を疑っていると伝える。その頃、イジーがアリス・ケンスラーに会いに刑務所にゆくために学校をサボる。施設には入れたが、看守が偽の身分証を見抜き、正しいものを出すように要求する。イジーは拘束され、マッケンナに刑務所から引き取ってもらうために電話することになる。 |               |                          |                          |                                            |               |
| 5 | 5             | "Farewell..."            | イーグル・エギルソン     | J.L.ティグレット                           | 2019年5月20日 |
| トランスジェンダー女性の残虐な殺人事件の解決を試みる中、マッケンナはイジーと父親の間に亀裂を生じさせているイジーの母親の死に対する悲しみから助けようとする。一方、シドはヘンドリックスがガブリエル・ノックスを倒すために合同捜査本部を立ち上げたことで、自分の過去と向き合うことになる。 |               |                          |                          |                                            |               |
| 6 | 6             | "...My Lovely"           | ジャニース・クック       | ダイアナ・メンデス                         | 2019年5月27日 |
| ベンズがトランスジェンダー女性と彼女のボーイフレンドの殺人の操作を続け、ダンテはシドの親しい人を傷つけると脅してきたアーロの本名を突き止めるための危険な計画を進めるためにシドとマッケンナと手を組む。 |               |                          |                          |                                            |               |
| 7 | 7             | "Book of Secrets"        | アントン・L・クロッパー  | ブランドン・マーゴリス、ブランドン・ソニエ | 2019年5月27日 |
| サンタモニカ・ピアでのシドとアーロの会合の余波は、シドにとって驚くべき発見に繋がる。ナンシー、シド、ベンズはビーチのライフガードタワーでの殺人を操作しながらアーロの行方を追う。ノックスの新しい協力者のカーリン・ハートは男児と女児の二人の子供を持つ離婚したシングルマザーであることが明らかになる。ダンテは誰よりも早くアーロを見つけ出し、ナンシーを非常に厳しい立場に追い込む決断をする。 |               |                          |                          |                                            |               |
| 8 | 8             | "Dead Men Tell No Tales" | アントン・L・クロッパー  | ジョン・ダヴ                               | 2019年6月3日  |
| ナンシーはパトリックがある調査の後で自分の過去について問い詰められ、白状することになる。一方、ベンズは金庫に侵入して追跡不可能な数百万個のダイヤモンドを盗んだ強盗グループと、その強盗に関連した殺人事件の調査を行う。 |               |                          |                          |                                            |               |
| 9 | 9             | "Dangerous Minds"        | ネイサン・ホープ         | パム・ヴィージー                           | 2019年6月3日  |
| ナンシー、シド、そしてベンズは清掃会社の犠牲者に繋がるダイヤモンド強盗の捜査を続ける。 |               |                          |                          |                                            |               |
| 10 | 10            | "Enemy of the State"     | アーロン・L・クロッパー  | キャロル・バス、ミーガン・マクナマラ       | 2019年6月10日 |
| ダイヤモンドの捜査は続き、新しい発見に導く。一方、ナンシーは弟と自分の将来の間で決断することを迫られる。 |               |                          |                          |                                            |               |
| 11 | 11            | "Thief"                  | レクシー・アレクサンダー | マリサ・タム                               | 2019年6月10日 |
| ウォーレン・ヘンドリックスは、シドに自分がガブリエル・ノックスであることを明らかにする。マイアミでDEAがヘンドリックスを大物犯罪者として潜入捜査を行っていたのである。DEAがマイアミでの作戦を中止すると、カーリン・ハートは麻薬商売をロサンゼルスに移して自分で商売を続け、いまだに背後にノックスが居るように見せかける。整形外科医が殺害され、ベンズが事件を捜査する。 |               |                          |                          |                                            |               |
| 12 | 12            | "Armageddon"             | ジャニース・クック       | ジョン・ダヴ、J.L.ティゲット               | 2019年6月17日 |
| デュヴァルの家での会合の間にカーリン・ハートがノックス作戦を陰で操っていることを発見したあと、シドとナンシーはハートが姿を消す前に捕まえるために素早く行動を開始する。カーリンは子供たちを含む家族の面倒を見るために、前夫に自分の口座から海外の新しい別の銀行の口座に金を移すことを許可する。しかしながら、カーリンは子供と別れて国を出る気はない。DEAの伝手を頼って、カーリンは自分の商売を移して、逃げる計画のために48時間を手に入れる。DEAと内務調査が操作を引き継ぎ、シド、ナンシー、ベンズが停職になる。4人の警官はなんとか優位に立ち、カーリンは窮地に立たされる。 カーリンが他人を脅していた材料を手に入れたシドは、マイアミでの出来事の欠落した記憶を思い出し、打ちのめされる。一方、イジーはついにアリスと対面する。 |               |                          |                          |                                            |               |
| 13 | 13            | "Bad Girls"              | アントン・L・クロッパー  | ブランドン・マーゴリス、ブランドン・ソニエ | 2019年6月17日 |
| 自分の影響力を失ったことの報復として、カーリンはマッケンナとベインズの子供たち、イジーとジャスティスを誘拐する。カーリンは子供たちと引き換えに自分の金を返すことを要求する。逮捕後、カーリンと家族の身柄はロサンゼルス市警から連邦当局に移される。 |               |                          |                          |                                            |               |

### 第2シーズン (2020年)
s
| 通算 話数 | シーズン 話数 | タイトル                           | 監督                         | 脚本                                       | 公開日       |
| --------- | ------------- | ---------------------------------- | ---------------------------- | ------------------------------------------ | ------------ |
| 14        | 1             | "The Curse of the Black Pearl"     | アントン・L・クロッパー      | ブランドン・マーゴリス、ブランドン・ソニエ | 2020年9月9日 |
| 15        | 2             | "The Lone Ranger"                  | アントン・L・クロッパー      | ジョン・ダヴ                               | 2020年9月9日 |
| 16        | 3             | "Thief of Hearts"                  | リサ・キャンベル・ディメイン | マリサ・タム                               | 2020年9月9日 |
| 17        | 4             | "Beverly Hills Cops"               | ソルヴァン・ナイム           | アーロン・カルー                           | 2020年9月9日 |
| 18        | 5             | "Gone in 60 Seconds"               | レイ・ダニエルズ             | マイケル・ボーリン、トーマス・アギラー     | 2020年9月9日 |
| 19        | 6             | "Maverick"                         | ルーベン・ガルシア           | ミーガン・マクナマラ                       | 2020年9月9日 |
| 20        | 7             | "March or Die"                     | ブランドン・ソニエ           | パム・ヴィージー                           | 2020年9月9日 |
| 21        | 8             | "Bad Company"                      | アントン・L・クロッパー      | ジョン・ダヴ                               | 2020年9月9日 |
| 22        | 9             | "Kangaroo Jack"                    | アンナ・マストロ             | キャロル・バス                             | 2020年9月9日 |
| 23        | 10            | "Deliver Us from Evil"             | アントン・L・クロッパー      | アーロン・カルー、マリサ・タム             | 2020年9月9日 |
| 24        | 11            | "Rafferty and the Gold Dust Twins" | ダレン・グラント             | バリー・L・レヴィー                        | 2020年9月9日 |
| 25        | 12            | "Coyote Ugly"                      | エリカ・ワトソン             | マイケル・ボーリン、トーマス・アギラー     | 2020年9月9日 |
| 26        | 13            | "For Life"                         | アントニオ・ネグレット       | ブランドン・マーゴリス、ブランドン・ソニエ | 2020年9月9日 |

## 製作

### 進行
2017年10月25日に映画『バッドボーイズ2バッド』に登場したシドニー・バーネット（シド）をフィーチャーした『バッドボーイズ』シリーズののスピンオフのテレビシリーズの製作が進行していることが報じられた。パイロット版の脚本はブランドン・マーゴリスとブランドン・ソニエが担当した。製作総指揮はマーゴリス、ソニエ、ジェリー・ブラッカイマー、ジョナサン・リットマン、クリスティアン・リード、ジェフ・ガスピン、ジェフ・モローネが担当するとみなされていた。シリーズの製作会社にはソニー・ピクチャーズ テレビジョン、ジェリー・ブラッカイマー・テレビジョン、2.0エンタテインメントが参加する予定となっていた。
2017年10月31日にNBCが、複数のネットワークが製作前のシリーズを求めている競争的な状況を受けて、パイロット版製作のコミットメントを提供したことが発表された。2018年1月18日、正式にパイロット版を製作するオーダーを出したことが発表された。2018年2月2日、アントン・クロッパーがパイロット版の演出を行うことが報じられた。2018年4月12日、これまでタイトルが決まっていなかったパイロット版のタイトルが L.A.'s Finest となったことが発表された。2018年5月11日、NBCがパイロット版をパスして、シリーズ製作を断念したことが報じられた。シリーズのプロデューサーは他のネットワークにシリーズを売り込むものと予想された。
2018年5月17日、ソニー・ピクチャーズ テレビジョンがチャーター・コミュニケーションズとの間でシリーズの取り扱いに関する予備的な協議を行っていることが発表された。同月末には、話し合いは真剣な交渉の段階に進んだ。2018年6月26日、全13話からなる第1シーズンの製作がチャター・コミュニケーションズにオーダーされたことが発表された。2019年2月7日、毎年恒例のテレビ批評家協会の冬のプレスツアーの中で、シリーズの最初の3エピソードが2019年5月13日に公開されることが発表された。残りのエピソードはそれ以降の月曜日にスペクトラムのセットトップボックスからアクセスできるビデオ・オン・デマンドサービスや、iOS、Apple TV、Rokuなどのアプリケーションで公開されることが予想された。『LA's FINEST/ロサンゼルス捜査官』はスペクトラムにとって初めて製作したオリジナルテレビシリーズとなった。
シリーズのテーマ曲はローラ・カープマンが作曲した。
2019年6月13日、第2シーズンを当初は2020年6月8日公開する予定でシリーズが更新されたが、その当日に警察の残虐行為に対する継続的な抗議に対応して、年内の「まだ決まっていない」日に延期されたと発表された。2020年8月、このシリーズの全13話が2020年9月9日に公開されることが発表された。。2020年10月14日、スペクトラムはシリーズを2シーズンで打ち切った。

### キャスティング
最初のシリーズの製作発表とともに、ガブリエル・ユニオンが映画『バッドボーイズ2バッド』でのシドニー・バーネット（シド）の役を再演してシリーズに出演することが確認された。2018年1月29日、アーニー・ハドソンがシリーズにレギュラー出演することが発表された。2018年2月15日、ザック・ギルフォードとデュエイン・マーティンがメインキャストとして参加することが報じられた。2018年3月、ジェシカ・アルバ、ライアン・マクパートリン、ザック・マッゴーワンがシリーズのレギュラーとしてキャスティングされたことが発表された。2018年9月、ソフィー・レイノルズがシリーズにレギュラー出演し、バリー・スローンがリカーリンリングキャストとして出演することが報じられた。2018年10月、デヴィッド・フメーロとジョーダン・ロドリゲスがシリーズのリカーリングキャストに加わった。2019年1月11日に、ジェイク・ビジーがリカーリングキャストとして出演することが発表された。

### 撮影
パイロット版の主要撮影が2018年4月上旬にカリフォルニア州ロサンゼルスで始められた。
2019年2月21日、製作総指揮でショーランナーのブランドン・ソニエが、ロサンゼルス港でのカースタントの撮影中に、セットのビデオ機材エリアに車が突っ込んだ際に重傷を負い、脚を部分的に切断することになった。ブランドン・マーゴリスも軽傷を負った。

## 公開

### アメリカ合衆国
2019年2月7日、シリーズの公式トレーラーが公開された。シリーズはスペクトラムで2019年5月13日に公開された。『LA's FINEST/ロサンゼルス捜査官』はスペクトラム向けに作られた初のプレミアムコンテンツで、独占番組のスペクトラム・オリジナルのバナーの一作目となった。2019年6月、スペクトラム・オリジナルは2020年9月9日に公開されるシリーズの第2シーズンを更新した。
2020年5月、FOXがCOVID-19パンデミックの影響で製作が中断したゴールデンタイムの放送時間の穴埋めのためにシリーズの第1シーズンの放送権を取得して、2020年9月21日に初回を放送した。
2021年1月、第1シーズンがNetflixに追加された。第2シーズンは2021年7月にAmazonに加えられた。

### 国外
シリーズはイギリスで放送するためにFOXによって配給された。カナダでは2019年秋にCTVでシリーズが放送された。北米以外では、シリーズはフランスでTF1で放送され、東南アジアではAXNアジアで、イギリスでは5USA、ドイツではAXNドイツで、そしてインドではZee Caféで放送された。番組は、オーストラリアでは2019年11月7日に10 Boldで放送された後、見逃しストリーミングサービスの10 Playに加えられた。第2シーズンはオーストラリアでは2021年前半に10 Boldで放送された。全26話は10 Playで視聴可能である。

## 評価

### 評論家の反応
レビュー収集サイトのRotten Tomatoesでは、シリーズは17件のレビューに基づいて24％の支持率を得ており、平均評価は4.56/10である。同サイトの評論家のコンセンサスでは「どこにも行けないスピンオフ、『LA's FINEST』は時代遅れの感性で作られており、特にガブリエル・ユニオンの献身的演技を考えると才能ある主役の時間を無駄にしており残念だ」とされている。Metacriticでは、8人の評論家に基づく加重平均スコアは100点満点中の50点で、「混合的ないし平均的なレビュー」を示している。シリーズはTVLineの「2019年の10の酷い番組」の9位に位置付けられた。

### 賞
| 年     | 賞                           | カテゴリー               | ノミニー             | 結果       | 備考   |
| ------ | ---------------------------- | ------------------------ | -------------------- | ---------- | ------ |
| 2019年 | ティーン・チョイス・アワード | Choice Action TV Actress | ジェシカ・アルバ     | ノミネート | [ 52 ] |
| 2019年 | ティーン・チョイス・アワード | Choice Action TV Actress | ガブリエル・ユニオン | 受賞       | [ 52 ] |